# Hyphoporus elevatus
Hyphoporus elevatus är en skalbaggsart som beskrevs av Sharp 1882. Hyphoporus elevatus ingår i släktet Hyphoporus och familjen dykare. Inga underarter finns listade i Catalogue of Life.